# فرانسیس کامرینی
فرانسیس کامرینی (فرانسوی: Francis Camerini‎؛ زادهٔ ۲۵ ژانویهٔ ۱۹۴۸) بازیکن فوتبال اهل فرانسه بود.
از باشگاه‌هایی که در آن بازی کرده‌است می‌توان به باشگاه فوتبال سن-اتین و باشگاه فوتبال نیس اشاره کرد.
وی همچنین در تیم ملی فوتبال فرانسه بازی کرده‌است.